# ГЕС Capim Branco II (Amador Aguiar II)
ГЕС Capim Branco II (Amador Aguiar II) — гідроелектростанція на сході Бразилії у штаті Мінас-Жерайс. Знаходячись після ГЕС Capim Branco I, становить нижній ступінь у каскаді на річці Арагуарі, що впадає зліва у Паранаїбу (верхня течія Парани).
Для роботи ГЕС річку перекрили комбінованою кам'яно-накидною та земляною греблею висотою 57 метрів та довжиною 980 метрів, яка утворила водосховище з площею поверхні 45 км2 та об'ємом 873 млн м3.
Інтегрований у греблю машинний зал обладнали трьома турбінами типу Френсіс потужністю по 70 МВт, які повинні забезпечувати виробництво 1148 млн кВт·год електроенергії на рік.